# 窑湾街道
窑湾街道，是中华人民共和国湖南省湘潭市雨湖区下辖的一个乡镇级行政单位。

## 行政区划
窑湾街道下辖以下地区：
窑湾社区、宝庆路社区、唐兴寺社区和砂子岭社区。